# Dayton (azienda)
La Dayton era un'azienda nordamericana costruttrice di pneumatici che prendeva il nome dall'omonima città, in Ohio.
L'azienda ha definitivamente chiuso nel 2006 ma il marchio è alcune volte riutilizzato per una linea di prodotti low-cost dal suo proprietario, il gruppo Bridgestone.

## Storia
La Dayton Rubber Manifacturing Company venne fondata il 17 maggio 1905 a Hamilton (Ohio), un sobborgo a breve distanza dall'area metropolitana di Dayton, da John C. Hooven, un militare in pensione ed ex costruttore di macchinari agricoli. L'azienda inizialmente produceva tubi flessibili, guarnizioni e componenti in gomma destinati alle macchine industriali. Nel 1908 venne assunto John A. MacMillan, giovane inventore proveniente dall'isola del Principe Edoardo (Canada), grazie al quale la produzione si orientò verso gli pneumatici per autoveicoli, un settore in rapida espansione. Il notevole successo commerciale valse a MacMillan l'incarico di general manager prima e di presidente del consiglio d'amministrazione poi. Nel 1913 la gamma di prodotti si ampliò con pneumatici a spalla bianca per autovetture di prestigio. Inoltre Dayton fu uno dei primi costruttori a commercializzare pneumatici tubeless e pneumatici a bassa pressione. La rapida espansione condusse nel 1917 alla costruzione di un nuovo stabilimento in Pennsylvania Railroad, che però arrivò alla produzione a regime soltanto tre anni dopo. Il direttore della nuova fabbrica A.L. Freedlander, chimico ed ingegnere, ampliò la produzione e diversificò la gamma di prodotti, entrando nell'industria tessile e sportiva. Nel 1936 Freedlander divenne il nuovo presidente del consiglio d'amministrazione della Dayton, alla quale rimase per 52 anni. Durante la sua gestione la compagnia conobbe il periodo di massimo sviluppo: il fatturato crebbe da 7,4 milioni di dollari nel 1938 a 11,7 nel 1941, fino a 25,8 nel 1945.
Allo scoppio della seconda guerra mondiale gran parte delle fabbriche statunitensi furono convertite ad uso bellico per l'esercito. In questo contesto la Dayton costruiva serbatoi, gommoni e giubbotti di salvataggio. Nel 1942, assieme ad altre compagnie del settore la Dayton costituì la Copolymer Rubber & Chemical Corporation, con lo scopo di gestire un nuovo impianto governativo a Baton Rouge, Louisiana. Dopo la fine delle ostilità l'azienda continuò la propria espansione e ampliò i propri interessi. Nel 1945 venne fondata la Dayton Rubber Export Company incaricata di amministrare tutte le esportazioni. Nel 1947 l'azienda cambiò ragione sociale in Dayton Rubber Company. Nel 1959 la Dayton esportò per la prima volta i propri prodotti in India.

### Acquisizioni
- 1935, McLaren Rubber Company, articoli in gomma, Carolina del Nord.
- 1943, Jem Rubber Company, articoli in gomma, Toronto, Canada.
- 1950, Ranger Realty Company.
- 1952, Latex Products Corporation, materassi, cuscini e coperte, Hawthorne (California).
- 1956, Market Tire Company, Michigan.
- 1956, Metalastik Corporation of America, gomma per l'industria meccanica.
- 1957, Cadillac Plastic & Chemical Company, tubi in plastica, fogli e gommoni, Detroit (Michigan).
- 1957, Hardman Aerospace, sedili aeronautici, componentistica e sistemi di frenatura, Los Angeles (California).
- 1959, Aircraft Standards, Inc., Santa Monica (California).
- 1959, Springday Company.
- 1960, Metal Hose & Tubing, tubi in gomma rinforzati con fibre in acciaio, Dover (New Jersey).

### Cessione alla Firestone
Nel 1960 il gruppo cambiò la denominazione sociale in DAYCO Corporation e fondò la Davue Storage Company, ma contemporaneamente finì il periodo di prosperità finanziaria: se nel primo anno di attività la Dayco aveva fatturato 99,3 milioni di dollari e ottenuto ricavi per 5,9 milioni, l'anno successivo il fatturato salì a 101,8 milioni, ma si registrarono perdite per 5 milioni. Il marchio Dayton fu così ceduto alla Firestone, il secondo più grande costruttore di pneumatici nordamericano. Nel 1969 la Dayton era organizzata in quattro differenti divisioni: prodotti di gomma per la meccanica, pneumatici, prodotti in schiuma e prodotti chimico/plastici. Nel 1988 la Dayton, assieme all'intero gruppo Firestone, venne rilevata dalla giapponese Bridgestone. Nel 2006 l'ultimo stabilimento di Oklahoma City venne chiuso con la perdita di 1.600 posti di lavoro e dal quel momento il marchio Dayton venne utilizzato soltanto per commercializzare pneumatici costruiti dalla Bridgestone per il mercato nordamericano. Nel 2011 terminò la produzione di prodotti col marchio Dayton, ma due anni più tardi fu riutilizzato per una linea di coperture a basso costo per automobili e autocarri. 